# 霍恩厄尔森
霍恩厄尔森（德語：Hohenölsen，發音：[ˌhoːənˈøːlzn̩]）是德国图林根州格赖茨县曾经的一个市镇，面积6.48平方千米，2012年12月31日人口为607人。2013年12月31日，霍恩厄尔森与另外2个市镇并入市镇魏达。